# Guadua ciliata
Guadua ciliata là một loài thực vật có hoa trong họ Hòa thảo. Loài này được Londoño & Davidse mô tả khoa học đầu tiên năm 1991.